# 哈维尔·科尔特斯
哈维尔·科尔特斯（西班牙語：Javier Cortés，1989年7月20日—），墨西哥男子足球运动员，司职中场。他曾代表墨西哥国奥队参加2012年夏季奥林匹克运动会足球比赛，获得一枚金牌。